# Ambtsmisdrijf
Een ambtsmisdrijf is een misdrijf dat door een ambtenaar wordt gepleegd, waarbij het door de ambtenaar uitgeoefende ambt van invloed is op de strafbaarheid. Het doel van de strafbaarstelling van ambtsmisdrijven is tweeledig; enerzijds dient zij de bescherming van het publiek tegen misbruik van overheidsgezag, anderzijds tracht zij het publieke vertrouwen in het openbaar gezag te bevorderen.

## Geschiedenis
De invulling van wat wel en wat geen ambtsmisdrijf is, wordt door de eeuwen heen verschillend ingevuld. In het Romeinse recht was er nog geen daadwerkelijk overkoepelend begrip van ambtsmisdrijven en werden slechts enkele misdrijven door ambtenaren als zodanig bestraft. Bijvoorbeeld de crimen pecuniarum repetundarum die het strafbaar stelde voor een magistraat om steekpenningen aan te nemen of personen af te dreigen. Andere voorbeelden van strafbare ambtshandelingen onder Romeins recht waren de crimen ambitus, crimen peculatus en de crimen sodaliciorum. Deze misdrijven verloren echter hun geldigheid toen de macht in het Romeinse rijk overging van het volk op de keizers. De ambtsmisdrijven zouden tot ver na de middeleeuwen een sluimerend bestaan leiden, en de Lex Salica, Lex Ripuaria en de Sachsenspiegel zijn enkele van de weinige wetten die een verwijzing naar misdrijven door een ambtenaar bevatten. Pas in de 16e en 17e eeuw zouden juristen in Duitsland proberen om via het oude Romeinse recht te komen tot een categorie delicta ministrorum principis. Pas tegen het einde van de achttiende eeuw zou men in Europa weer komen tot het systematisch strafbaar stellen van ambtsmisdrijven, beginnende in de Preußischen Allgemeinen Landrecht. Ook het Crimineel Wetboek voor het Koninkrijk Holland uit 1809 kende een titel die gewijd was aan de misdaden der ambtenaren.
Tegenwoordig kennen de meeste rechtsstelsels specifieke strafbaarstellingen voor ambtsmisdrijven. Fokkens noemt de Franse 'Code Penal', het Belgisch Strafwetboek, het Duitse Strafgesetzbuch en het Zwitserse Strafgesetzbuch. Ook het Angelsaksische recht kent ambtsmisdrijven, maar rekent deze voornamelijk tot de 'misdrijven tegen de rechtsbedeling'. Een voorbeeld is het Britse common law-delict misconduct in public office.

## Onderscheid
Ambtsmisdrijven kunnen worden onderscheiden in algemene en bijzondere ambtsmisdrijven. Er is sprake van een algemeen ambtsmisdrijf indien iedere ambtenaar het misdrijf kan plegen; bijzondere ambtsmisdrijven daarentegen kunnen alleen door specifieke, in de wet genoemde, ambtenaren gepleegd worden (bijvoorbeeld alleen door ministers). Een ander onderscheid is dat tussen zuivere of eigenlijke en gemengde ambtsmisdrijven. Zuivere ambtsmisdrijven kunnen alleen door ambtenaren in hun functie gepleegd worden, terwijl gemengde misdrijven ook door anderen zouden kunnen worden gepleegd, maar een eigen kwalificatie/een hoger strafmaximum kennen voor wanneer de dader een ambtenaar is. Het onderscheid tussen algemene en bijzondere ambtsmisdrijven en zuivere en gemengde ambtsmisdrijven is van belang omdat alleen de genoemde personen als dader van een zuiver, bijzonder ambtsmisdrijf bestraft kunnen worden en alleen ambtenaren als dader van een zuiver, algemeen ambtsmisdrijf.

## Nederland
Het Crimineel Wetboek voor het Koningrijk Holland uit 1809 kende reeds een speciale titel "van misdaden van ambtenaren" gewijd aan de ambtsmisdrijven. De misdrijven die daarin waren opgenomen waren: omkoping, misbruik van macht, knevelarij en opzettelijke ontrouw. Daarnaast kende het wetboek een algemene strafverzwarende grond voor ambtenaren die een ander misdrijf pleegden. Ook de Code Pénal die het Crimineel wetboek opvolgde kende diverse ambtsmisdrijven, maar werd als minder systematisch dan andere wetboeken gezien. Naast een aparte afdeling "van de ambtsmisdaad (forfaiture), en de misdaden en wanbedrĳven der openbare beambten, in de waarneming hunner posten" stonden er tal van bijzondere strafbaarstellingen voor ambtenaren in andere delen van de Code Pénal.